# Ellipteroides (Protogonomyia) scutellumalbum
Ellipteroides (Protogonomyia) scutellumalbum is een tweevleugelige uit de familie steltmuggen (Limoniidae). De soort komt voor in het Oriëntaals gebied.